# Januariusz Cichowicz
Januariusz Cichowicz (ur. 19 września 1871 w Radomiu, zm. ?) – generał dywizji Wojska Polskiego.

## Życiorys
Urodził się 19 września 1871 w Radomiu, w rodzinie, Kazimierza, szlachcica z Poznańskiego i matki z Zengtellerów, pochodzącej z Kalisza. Po zakończeniu nauki (otrzymał złoty medal) w Gimnazjum Klasycznym w Radomiu. 22 czerwca 1889 wstąpił do armii. Dwa lata był słuchaczem Kursu Wojskowego przy Moskiewskiej Szkole Junkrów Piechoty. 5 sierpnia 1891 ukończył Oficerską Szkołę Artylerii w Moskwie i został awansowany na podporucznika i przydzielony do XIV Brygady Artylerii Polowej.
W 1897 ukończył Nikołajewską Akademię Sztabu Generalnego w Petersburgu. Od 17 stycznia 1898 do 22 września 1901 był starszym oficerem do poruczeń w Sztabie Wileńskiego Okręgu Wojskowego. Od 1 października 1900 do 1 października 1901 odbył praktykę na stanowisku dowódcy kompanii w 108 Saratowskim Pułku Piechoty w Olicie należącym do 27 Dywizji Piechoty. Od 22 września 1901 do 26 maja 1903 był oficerem sztabowym do szczególnych poruczeń w Sztabie I Syberyjskiego Korpusu Armijnego. Do 25 kwietnia 1904 pełnił funkcję oficera sztabowego do szczególnych poruczeń przy dowódcy Przyamurskiego Okręgu Wojskowego. W międzyczasie (od 27 września 1903 do 23 lutego 1904) dowodził Nikołajewskim Pułkiem Piechoty Fortecznej.
W czasie wojny rosyjsko-japońskiej (od 25 kwietnia 1904 do 5 sierpnia 1905) był starszym adiutantem szefa Zarządu Generała Kwatermistrza Armii Mandżurskiej. Do 24 sierpnia 1905 był oficerem sztabowym do poruczeń szefa Zarządu Generała Kwatermistrza przy Głównodowodzącym na Dalekim Wschodzie. Do 3 marca 1906 pełnił obowiązki szefa sztabu 2 Syberyjskiej Dywizji Piechoty, po czym kierował sztabem 4 Wschodniosyberyjskiej Dywizji Piechoty. 7 grudnia 1910 objął dowództwo 26 Syberyjskiego Pułku Strzelców w Irkucku.
Na czele tego pułku walczył w I wojnie światowej w Prusach Wschodnich. 26 kwietnia 1915 został odznaczony Orderem Świętego Jerzego IV klasy za walkę stoczoną 19 sierpnia 1914 pod wsią Kurjan. 19 października 1914 w stopniu generała majora mianowany został szefem sztabu I Turkiestańskiego Korpusu Armijnego. 7 sierpnia 1915 objął dowództwo 1 Samodzielnej Brygady Piechoty. Walczył z Niemcami na Mazowszu. 21 października tego roku, po otrzymaniu rany, przydzielony został do rezerwy oficerskiej przy Sztabie Mińskiego Okręgu Wojskowego. 6 grudnia awansował na generała lejtnanta i 17 grudnia 1915 objął dowództwo 44 Dywizji Piechoty. 12 lipca 1917 mianowany został dowódcą X Korpusu Armijnego. 11 sierpnia tego roku stanął na czele 3 Armii, a 9 września objął dowództwo nad 7 Armią i sprawował je do 3 grudnia 1917. Ranny w walkach.
Po rewolucji lutowej 1917 był typowany na dowódcę polskich formacji wojskowych w Rosji. Wobec sprzeciwu Związku Wojskowego Polaków kandydatura upadła (przeszedł na prawosławie i do polskości nie przyznawał się).
W 1918 dobrowolnie wstąpił do Armii Czerwonej . 17 kwietnia 1918 był członkiem Wyższej Komisji Kwalifikacyjnej i Wojskowej Komisji Historycznej RKKA oraz redaktorem Oddziału Literatury Wojskowej przy Rewolucyjnej Radzie Wojskowej Republiki (Реввоенсовет Республики). Figurował w spisach Sztabu Generalnego RKKA z 15 kwietnia, 15 lipca i 15 listopada 1919 oraz 15 maja 7 sierpnia i z października 1920, a także 12 kwietnia 1921 . Według niektórych danych rosyjskich generał Cichowicz w 1920, w czasie wojny polsko-bolszewickiej miał być aresztowany przez Czeka, a w czerwcu 1921 wrócić do Polski .
17 maja 1919 w Kancelarii Ministra Spraw Wojskowych pod numerem 775 K.M. tajne zarejestrowano pismo generała Cichowicza o treści: „Do Ministra Wojny Polskiej Rzeczy Pospolitej od Januarego Cichowicza Jenerał Porucznika starej rosyjskiej armii. Ponieważ zaczęła się formować Polska armia, chciałbym, jako Polak, poświęcić Ojczyźnie siły i doświadczenie. Curiculum vitae przyłączam. Januaryusz Cichowicz”. W piśmie datowanym 18 lutego 1919 generał wskazał, że przebywa w Żyrardowie u lekarza weterynarii Władysława Brzezickiego. W załączonym Curriculum vitae generał napisał: „stan zdrowia: 47 lat skończonych, nigdy na nic nie chorowałem oprócz odry w dzieciństwie, rana odebrana na wojnie prawie nie zostawiła żadnych śladów, oprócz nieznacznych, w nerwach lewej ręki”. 12 lipca 1921 wniósł kolejne podanie o zaliczeniu do Wojska Polskiego.
Powołany został na stanowisko komendanta Szkoły Straży Celnej w Zambrowie. 31 lipca 1922 w Powiatowej Komendzie Uzupełnień Łomża własnoręcznie wypełnił kartę kwalifikacyjną dla Komisji Weryfikacyjnej, w której podał, że jest wyznania rzymskokatolickiego i narodowości polskiej (w czasie służby w armii rosyjskiej deklarował wyznanie prawosławne ). W tym samym dokumencie, pod rygorem „odpowiedzialności sądowej za prawdziwość podanych danych dat” napisał, że służbę w armii rosyjskiej zakończył 16 grudnia 1917. W żadnym z dokumentów przechowywanych w „Kolekcji Generałów i Osobistości” generał Cichowicz nie wspomniał o swojej służbie w Armii Czerwonej.
6 października 1922 został przeniesiony na stanowisko Inspektora Straży Celnej na Odcinek Graniczny Prus Wschodnich w Grajewie, później na stanowisko starszego inspektora w Dyrekcji Ceł w Warszawie, a następnie na stanowisko naczelnego inspektora Straży Celnej.
18 kwietnia 1923 przewodniczący Oficerskiego Trybunału Orzekającego generał dywizji Jan Jacyna przesłał do Komisji Likwidacyjnej dla Spraw Weryfikacji „akt sprawy b. gen. arm. ros. CICHOWICZA Januarjusza”, a w piśmie przewodnim zaznaczył, że „sprawa wymienionego była dwukrotnie przez O.T.O. rozpatrywaną, w obu wypadkach z wynikiem ujemnym”.
W czerwcu 1925 został przyjęty do rezerwy armii z równoczesnym przeniesieniem do pospolitego ruszenia na podstawie art. 118 i 83 ustawy z dnia 23 marca 1922 i art. 74 ustawy o powszechnym obowiązku służby wojskowej w stopniu generała dywizji ze starszeństwem z 1 czerwca 1919 i 1. lokatą.
31 maja 1927 został przeniesiony w stan spoczynku.

## Awanse
- podporucznik (ros. Подпоручик) – 5 sierpnia 1891
- porucznik (ros. Поручик) – 10 sierpnia 1894
- sztabskapitan (ros. Штабс-Капитан) – 19 maja 1897
- kapitan (ros. Капитан) – 18 kwietnia 1899
- podpułkownik (ros. Подполковник) – 6 grudnia 1901
- pułkownik (ros. Полковник) – 6 grudnia 1905 ze starszeństwem z 14 sierpnia 1905
- generał major (ros. Генерал-майор) – 19 października 1914
- generał lejtnant (ros. Генерал-лейтенант) – 6 grudnia 1915 ze starszeństwem z 14 sierpnia 1915

## Ordery i odznaczenia
- Order Świętego Jerzego IV klasy – 26 kwietnia 1915
- Order Świętego Włodzimierza III klasy – 9 marca 1910
- Order Świętego Włodzimierza IV klasy z mieczami i kokardą – 1905
- Order Świętej Anny III klasy z mieczami i kokardą – 1905
- Order Świętego Stanisława II Klasy z mieczami – 1905
- Order Świętego Stanisława III Klasy z mieczami dwukrotnie –  1901 i 1906

## Twórczość
- Стратегический очерк войны 1914-1918 гг.. T. 1. Moskwa: Высший военный редакционный совет, 1922. (ros.). Brak numerów stron w książce
- Szkic strategiczny wojny 1914-1918. T. 1. Oświęcim: Wydawnictwo Napoleon V, 2015. ISBN 978-83-788-9450-6. (pol.). Brak numerów stron w książce
- Opis linii Mazurskich Jezior i marszruty przez Wschodnie Prusy, 1901.
- Opis Giryńskiej prowincji, 1903.